# Bic Runga

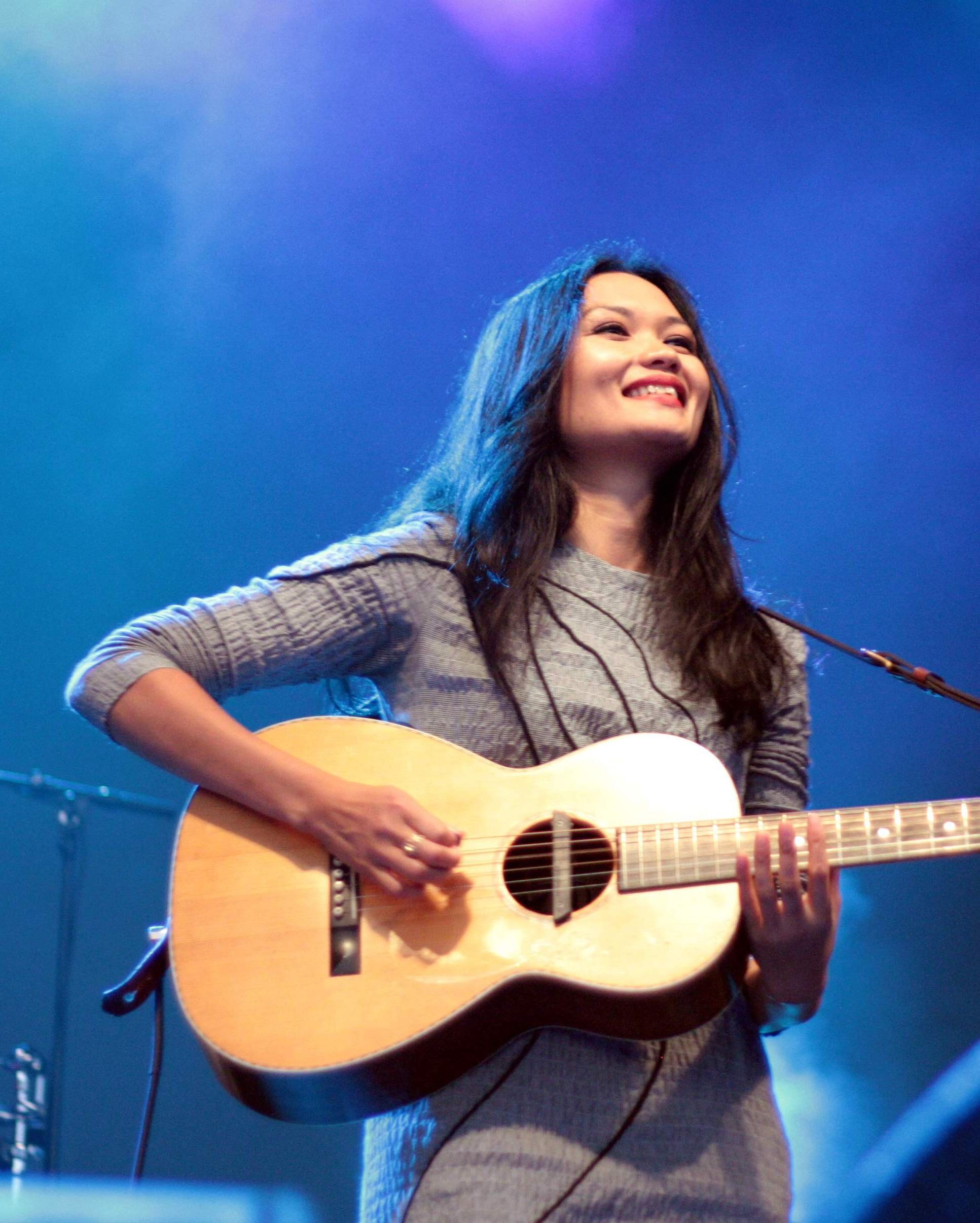
Bic Runga bei einem Konzert in Auckland, Neuseeland, 2010

Briolette Kah Bic Runga MNZM (* 13. Januar 1976 in Christchurch) ist eine neuseeländische Singer-Songwriterin und eine der erfolgreichsten Musikerinnen ihres Landes.

## Biografie
Ihre Mutter Sophia (geb. Tang) ist eine chinesisch-malayische Lounge-Sängerin, ihr Vater Joseph Runga stammt aus Neuseeland. Die Eltern lernten sich während der Heimreise ihres Vaters in Malaysia kennen, er war zu der Zeit als Soldat in Vietnam stationiert. Gemeinsam zogen beide nach Neuseeland.
Ihren Eltern war Musik und Kunst sehr wichtig und sie integrierten diese Interessen in das alltägliche Leben der Familie. Schon mit vier Jahren musizierte Runga zusammen mit ihren Schwestern Boh und Pearl und nahm erste gemeinsam gesungene Lieder auf Kassette auf. Ebenfalls im privaten Rahmen lernte Runga verschiedene Instrumente wie Schlagzeug, Keyboard und Gitarre.
Auf der Cashmere High School in Christchurch machte sie erste Erfahrungen vor größerem Publikum. Zusammen mit der Combo Love Soup trat Runga bei einem Talentwettbewerb namens Smokefee Rockquest auf und erreichte den dritten Platz. Dieser brachte ihr den ersten Plattenvertrag mit dem Independentlabel Pagan Records ein.

## Karriere
Anfang der neunziger Jahre zog Bic Runga nach Auckland, wo sie mit Eigenkompositionen auftrat und überwiegend gute Kritiken erhielt. Sony Music wurde auf sie aufmerksam, und mit 19 Jahren unterschrieb sie ihren ersten großen Vertrag bei Sony Music Neuseeland.
Im Jahr 1997 brachte sie ihr erstes Solo-Album Drive auf den Markt, das bis heute in Neuseeland sechs Mal Platin erlangte. Dieses Album gewann außerdem den Preis Swag of Tui, das neuseeländische Äquivalent zum US-amerikanischen Grammy Award. Unter anderem gab es eine Auszeichnung für das beste Album, die beste Aufnahme, beste Komposition und beste Vokale Darbietung. Der bekannteste Song von diesem Album, Sway, ist unter anderem im Film American Pie – Wie ein heißer Apfelkuchen zu hören.
Im Jahre 2002 brachte Bic Runga ihr zweites Soloalbum Beautiful Collision heraus. Dieses ist das bis dato meistverkaufte Album in Neuseeland. Für Aufnahmen ihres zweiten Albums, das in Auckland, Los Angeles und New York aufgenommen wurde, lebte sie für einige Zeit in New York. 2003 und 2004 lebte sie auch für einige Zeit in Paris und London und gründete ihr eigenes Label Nu Shoo Records.
Anfang des Jahres 2005 kehrte sie wieder zurück nach Neuseeland. Kurz darauf starb ihr Vater. Im selben Jahr spielte sie eine Nebenrolle in dem Film Little Fish von Rowan Woods. Sie spielte, ebenso wie ihre Mutter im echten Leben, eine chinesische Lounge-Sängerin. Ebenfalls 2005 erschien das Album Birds.
Im Januar 2006 erhielt Bic Runga für ihre Verdienste um die neuseeländische Musik den New Zealand Order of Merit verliehen.
Drei Alben von Bic Runga haben den ersten Platz der neuseeländischen RIANZ-Charts erreicht und wurden mehrfach mit Platin ausgezeichnet. Beispielsweise war ihr zweites Album Beautiful Collision 101 Wochen in den neuseeländischen Albumcharts vertreten und erreichte 10 Mal Platin.

## Privatleben
Bic Runga lebt seit 2005 in Neuseeland in der Nähe ihrer Schwestern und ihrer Mutter. Sie ist mit dem Fotografen Darryl Ward liiert. Seit 2007 haben beide ein Kind, welches sie nach Rungas Vater Joseph genannt haben.

## Trivia
Ihre Schwestern Boh und Pearl sind ebenso wie Bic künstlerisch tätig und singen in den Bands Stellar (Boh) und Ce Soir (Pearl).

## Diskografie

### Alben
| Jahr | Titel Musiklabel                                                 | Höchstplatzierung, Gesamtwochen, AuszeichnungChartplatzierungen (Jahr, Titel, Musiklabel, Platzierungen, Wochen, Auszeichnungen, Anmerkungen) | Höchstplatzierung, Gesamtwochen, AuszeichnungChartplatzierungen (Jahr, Titel, Musiklabel, Platzierungen, Wochen, Auszeichnungen, Anmerkungen) | Höchstplatzierung, Gesamtwochen, AuszeichnungChartplatzierungen (Jahr, Titel, Musiklabel, Platzierungen, Wochen, Auszeichnungen, Anmerkungen) | Anmerkungen                   |
| Jahr | Titel Musiklabel                                                 | NZ | AU | UK | Anmerkungen                   |
| ---- | ---------------------------------------------------------------- | --- | --- | --- | ----------------------------- |
| 1997 | Drive Sony Music Entertainment, New Zealand                      | NZ1 ×7Siebenfachplatin · (64 Wo.)NZ | AU50 (1 Wo.)AU | — |                               |
| 2000 | Together In Concert: Live Sony Music Entertainment, New Zealand  | NZ2 ×5Fünffachplatin · (26 Wo.)NZ | — | — | mit Tim Finn und Dave Dobbyn  |
| 2002 | Beautiful Collision Sony Music Entertainment, New Zealand        | NZ1 ×10Zehnfachplatin · (101 Wo.)NZ | AU41 (1 Wo.)AU | UK55 (3 Wo.)UK | in UK erst 2004 in den Charts |
| 2003 | Live In Concert Sony Music Entertainment, New Zealand            | NZ7 ×2Doppelplatin · (6 Wo.)NZ | — | — | mit Christchurch Symphony     |
| 2005 | Birds Sony Music Entertainment, New Zealand                      | NZ1 ×3Dreifachplatin · (30 Wo.)NZ | AU26 (3 Wo.)AU | — |                               |
| 2008 | Try To Remember Everything Sony Music Entertainment, New Zealand | NZ28 Gold · (4 Wo.)NZ | — | — |                               |
| 2011 | Belle Sony Music Entertainment, New Zealand                      | NZ5 Gold · (11 Wo.)NZ | — | — |                               |
| 2012 | Anthology Sony Music Entertainment, New Zealand                  | NZ24 (5 Wo.)NZ | — | — |                               |
| 2016 | Close Your Eyes Wild Combinations                                | NZ15 (3 Wo.)NZ | — | — |                               |

### Singles
| Jahr | Titel Album                                   | Höchstplatzierung, Gesamtwochen, AuszeichnungChartplatzierungen (Jahr, Titel, Album, Platzierungen, Wochen, Auszeichnungen, Anmerkungen) | Höchstplatzierung, Gesamtwochen, AuszeichnungChartplatzierungen (Jahr, Titel, Album, Platzierungen, Wochen, Auszeichnungen, Anmerkungen) | Höchstplatzierung, Gesamtwochen, AuszeichnungChartplatzierungen (Jahr, Titel, Album, Platzierungen, Wochen, Auszeichnungen, Anmerkungen) | Anmerkungen                   |
| Jahr | Titel Album                                   | NZ | AU | UK | Anmerkungen                   |
| ---- | --------------------------------------------- | --- | --- | --- | ----------------------------- |
| 1996 | Drive                                         | NZ10 (12 Wo.)NZ | — | — |                               |
| 1996 | Bursting Through Drive                        | NZ33 (6 Wo.)NZ | — | — |                               |
| 1997 | Sway Drive                                    | NZ7 Gold · (17 Wo.)NZ | AU10 Gold · (22 Wo.)AU | UK83 (1 Wo.)UK |                               |
| 1997 | Suddenly Strange Drive                        | NZ26 (5 Wo.)NZ | — | — |                               |
| 1997 | Roll into One Drive                           | NZ48 (2 Wo.)NZ | — | — |                               |
| 1999 | Good Morning Baby American Pie                | NZ15 (22 Wo.)NZ | — | — | mit Dan Wilson                |
| 1999 | Sorry Drive                                   | — | — | — |                               |
| 2000 | Drive No New Messages                         | NZ7 (16 Wo.)NZ | — | — | Strawpeople feat. Bic Runga   |
| 2002 | Get Some Sleep Beautiful Collision            | NZ3 (24 Wo.)NZ | — | UK78 (1 Wo.)UK | in UK erst 2004 in den Charts |
| 2002 | Something Good Beautiful Collision            | NZ4 (17 Wo.)NZ | — | — |                               |
| 2003 | Listening for the Weather Beautiful Collision | NZ14 (20 Wo.)NZ | — | — |                               |
| 2005 | Winning Arrow Birds                           | NZ23 (14 Wo.)NZ | — | — |                               |